# Felodipin
A felodipin (INN: felodipine) egy kalcium csatorna blokkoló (kalcium antagonista) gyógyszer, melyet magas vérnyomás betegség kezelésére használnak.
A VIII. Magyar Gyógyszerkönyvben   Felodipinum     néven hivatalos.  

## Készítmények
- Plendil (AstraZeneca)
- Presid (IVAX)

### Kombinációk
- Logimax (metoprolol + felodipin) (AstraZeneca)
- Triasyn (felodipin + ramipril) (Sanofi-Aventis)